# Walton-in-Gordano
Walton-in-Gordano är en civil parish i Storbritannien.   Den ligger i kommunen North Somerset och riksdelen England, i den södra delen av landet, 190 km väster om huvudstaden London.